# Micral
Micralは1973年に発売されたMicral Nを始めとするマイクロコンピュータのシリーズ。フランスの企業 Réalisation d'Études Électroniques (R2E) によって製造・販売された。コンピュータ歴史博物館によれば、Micral Nはマイクロプロセッサをベースとした最初期の商用完成品パーソナルコンピュータであるとされている。

## 歴史
最初のモデルは1972年6月にR2Eの創業者であるアンドレ・チュオン (André Truong) によって、フランス国立農学研究所 (INRA) から蒸発散量の測定・計算システム用途でPDP-8より安価であることを条件とした要求を受けて開発された。
1972年にその最初のプロトタイプが開発された。それはIntel 8008 8ビットマイクロプロセッサを500kHzで駆動し、2KBのRAMを搭載していた。"Pluribus"という74ピンのライザーカードを11または22スロット搭載し、様々な拡張カードを搭載できるよう設計されていた。このアーキテクチャはカードを増設あるいは古いカードを新しいカードに置き換えることで機能の拡張を容易にした。これにはフロントパネルのスイッチで制御するシステムコンソールオプションが含まれる。顧客の要求に合わせてカスタマイズが可能であった。
装置のプログラミングはTTYまたはモデムから行う。開発チームのBenchetritはモニタプログラムのMONIC (Monitor Micral 01) とアセンブラのASMIC (Assembler Micral 01) をROMで供給した。
1973年1月15日にINRAと受注契約が成立した。この最初のモデルはMicral Nとして市販された。Micral Nは1972年当時としては低価格の8500フランス・フランで販売された。パリのフランス国立工芸院やマウンテンビューのコンピュータ歴史博物館に展示されている。
フィリップ・カーンはMONICの後継にあたるSYSMICの開発に従事した。カーンとチュオンの付き合いは1980年代から1990年代まで続き、その間カーンはボーランド、Starfish Software、Lightsurf Technologiesを設立した。チュオンはカーンとともにStarfish Softwareで同期化ソフトウェアの開発に従事した。

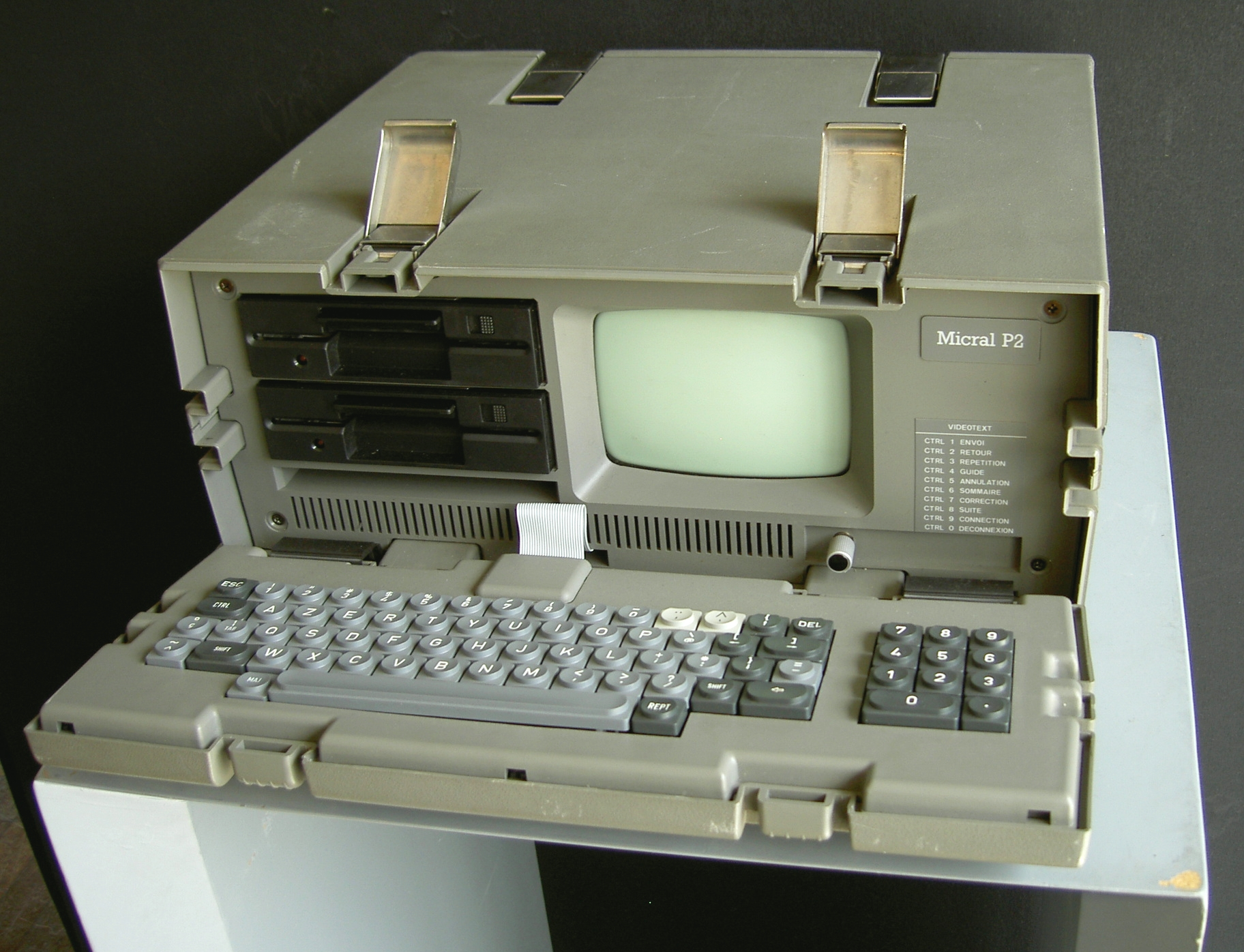
Micral P2

1978年、R2Eは個人用コンピュータの早期開発に取り組んでいたCII-Honeywell Bullに吸収された。1983年にブランド名がBull Micralに変更された。
SYSMICオペレーティングシステムは1978年にPrologue (オペレーティングシステム)へと名称が変更された。Prologueはリアルタイム・マルチタスク処理が可能で、マルチユーザーをサポートしていた。Micralは後にCP/MやMS-DOSをサポートするようになり、やがてIBM PC互換機へシフトした。